# 1º Reggimento bersaglieri
Il 1º Reggimento bersaglieri è un'unità dell'Esercito Italiano di stanza a Cosenza e fa parte della Brigata bersaglieri "Garibaldi". Il suo motto è "Ictu impetuque primus".

## Storia

### Origini
Il 18 giugno 1836, con regio decreto, fu costituita la 1ª compagnia bersaglieri dell'Armata Sarda, sotto il comando di Alessandro La Marmora. Questa compagnia, la prima del Corpo, è solitamente considerata come il nucleo originario del 1º Reggimento bersaglieri.

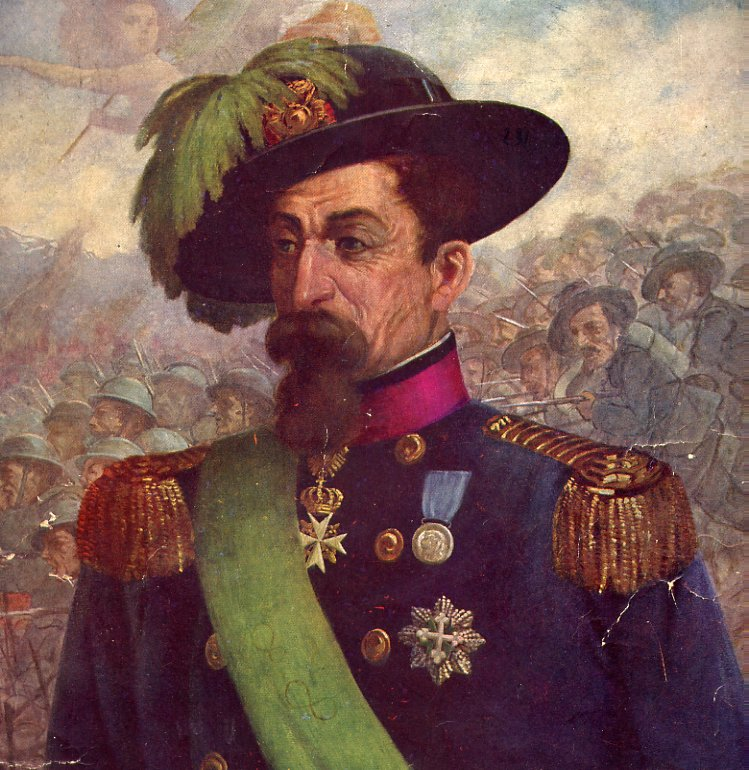
Alessandro Ferrero La Marmora

Il I battaglione partecipò con valore alla prima guerra di indipendenza (1848-49), alla guerra di Crimea (1855-56), alla seconda guerra di indipendenza (1859) alla campagna per la liberazione della Lombardia e l'Umbria e alla lotta contro il brigantaggio (1860-1861).
Nel corso della prima guerra di indipendenza la 1ª compagnia del I battaglione nella Battaglia di Santa Lucia ricevette una medaglia di bronzo al valor militare, una seconda medaglia di bronzo durante la battaglia di Custoza, combattendo presso le alture di Rivoli e un'altra medaglia di bronzo la ricevette la 1ª compagnia del battaglione volontari studenti a Monte Baldo, dove persero la vita i volontari bersaglieri Antonio Longoni, Sebastiano Roggiapane e Giovanni Battista Sacchieri.
Nel corso della seconda guerra di indipendenza nella battaglia di Pastrengo il I battaglione ricevette la medaglia d'oro al valor militare e il VII battaglione quella di bronzo.
II I battaglione fu tra i reparti regolari dellArmata Sarda a partecipare alla battaglia del Volturno con Garibaldi combattendo il 2 ottobre 1860 a Caserta Vecchia, con la 1ª e 2ª compagnia del 1º Reggimento genio e reparti minori di artiglieria, unità già inquadrate nel Corpo d'Osservazione dell'Esercito del V Corpo d’Armata.

### Costituzione
Il 16 aprile 1861 venne costituito il Comando dei Bersaglieri del I Corpo d'armata del Regio esercito, dal quale dipendevano i battaglioni che avevano preso parte alla Prima Guerra d'indipendenza (1848-1849), alla Seconda guerra d'indipendenza (1859) ed alla Guerra di Crimea (1855-1856). 
Questa unità dal 31 dicembre del 1861 prese il nome di "1º Reggimento bersaglieri" costituito a Cuneo, che ebbe il privilegio di incorporare il I battaglione, formato nel 1848, nel quale era inquadrata la 1ª compagnia, la cui anzianità risaliva al 1836, anno di formazione del Corpo. Inizialmente il 1º Reggimento bersaglieri non ebbe responsabilità operative, assolvendo compiti esclusivamente amministrativi e disciplinari.
Nel 1865 sono passati alle dipendenze del 1º Reggimento bersaglieri anche i battaglioni VI e VII.
Il 1º reggimento bersaglieri partecipò quindi alla terza guerra di indipendenza (1866) e fornì uomini e mezzi per le spedizioni in Eritrea (1887-88 e 1895-96) e la guerra in Libia (1911-12). Dal 1º gennaio 1871, assunta anche fisionomia operativa, il 1º Reggimento bersaglieri dislocato a Torino, rimase formato dai battaglioni I, VII e IX. Il 1º ottobre 1910 fu assegnato il 1º battaglione bersaglieri ciclisti costituito nel 1908.

### Prima guerra mondiale
All'entrata in guerra dell'Italia nel primo conflitto mondiale, nel maggio 1915, il 1º Reggimento bersaglieri era dislocato in Libia, ad eccezione del battaglione ciclisti, che da Napoli, dove era di stanza, venne inviato il 5 giugno, al comando del tenente colonnello Giovanni Beruto, sul Tagliamento alle dirette dipendenze del X Corpo d'armata. Il 9 ottobre 1916 espugnò Caston di Lora e il giorno successivo ampliò la conquista sull'Alpe di Carmagnon. Per queste azioni il battaglione fu insignito della medaglia di bronzo al valor militare. Nel 1917 con il 7º e l'8º ciclisti compose il "I° gruppo autonomo ciclisti". Nel febbraio 1916 il comando di reggimento fece il suo rientro in patria, ma i battaglioni divenuti autonomi prolungano la loro permanenza oltremare sino a maggio 1918 da dove fecero ritorno per partecipare alla ultima fase delle operazioni nel nord-est dell'Italia, dando vita ad altrettanti reparti d'assalto decorati di una Medaglia d'argento e due di Medaglie di bronzo al valor militare.
Dall'entrata in guerra nel conflitto al comando del reggimento si sono avvicendati, dal mese di maggio al 7 novembre 1915 il colonnello Giuseppe Cassinis, dall'8 novembre 1915 al 19 febbraio 1916 il colonnello Egidio Ferdinando Castellano e dal 15 al 26 giugno 1918 il colonnello Roberto Bertolotti.

### Primo dopoguerra
Al termine del conflitto una compagnia di formazione del reggimento ha operato con il Corpo di spedizione in Palestina mentre dal febbraio al luglio 1919, i battaglioni I, VII e IX furono nuovamente inviati in Libia.
Nel 1919 venne sciolto il battaglione ciclisti; nel 1920 il reggimento venne dotato di labaro e vennero ridotti ad unità quadro il IX battaglione, poi sciolto, ed il VII battaglione, poi ricostituito il 30 aprile 1923. Nel 1924 tutto il reggimento venne trasformato in ciclisti e ridotto a soli due battaglioni, il I e il VII. Con la legge sull'ordinamento del Regio Esercito dell'11 marzo 1926 venne confermata la formazione del reggimento su comando, I e VII battaglione e deposito reggimentale.
Nel 1935 venne costituito un battaglione di marcia di Volontari che venne trasformato in battaglione speciale e spedito in Etiopia prendendo parte al conflitto del 1935-1936 con una forza di 16 ufficiali e 215 uomini.
Nel 1936 vennero sciolti tutti i battaglioni ciclisti. Nel 1939 all'organico reggimentale si aggiunsero il ricostituito IX battaglione ed una compagnia motociclisti. Nello stesso anno prese parte all'occupazione dell'Albania con lo sbarco a Durazzo, il 4 novembre, inviando in Albania il 1º battaglione dislocato ad Ersekë.

### Seconda guerra mondiale
All'entrata in guerra dell'Italia nel secondo conflitto mondiale nel giugno 1940, il 1º Reggimento bersaglieri era inquadrato nel Raggruppamento Celere della 1ª Armata, non prendendo parte a operazioni, in seguito alla immediata capitolazione della Francia e la firma dell'armistizio di Villa Incisa. Trasferito il Quartier Generale e il deposito reggimentale a Napoli, venne destinato alla fine del 1940 nei Balcani dove sia il reggimento, sia i suoi reparti, cambiarono più volte dipendenza; essendosi distinto sul fronte greco-albanese il 1º Reggimento bersaglieri ricevette due medaglie d'argento al valor militare. Rientrato in Patria alla fine di luglio del 1941, nell'agosto del 1942 il reggimento venne trasferito in Piemonte e nel mese di novembre nella Francia meridionale per la difesa costiera nella zona di Draguignan, svolgendo, dal gennaio all'agosto del 1943, azioni di polizia.
In seguito alle vicende che seguirono l'armistizio firmato con gli alleati, i bersaglieri del Deposito del 1º Reggimento combatterono a Napoli contro i tedeschi e nel settembre 1943, per eventi bellici, il reggimento sciolto nella zona di Torino.

### Secondo dopoguerra
Il 1º gennaio 1953 il 1º Reggimento bersaglieri venne ricostituito a Roma presso la caserma "Giuseppe Albanese Ruffo" sulla via Tiburtina, ed inquadrando i battaglioni I, già in vita dal 1º aprile 1951 come unità autonoma, e VII, ai quali si aggiunse dal 1º marzo 1954 anche il IX battaglione; il reggimento venne posto alle dipendenze della Divisione corazzata "Pozzuolo del Friuli".
Nel corso del 1958 la sede del reggimento venne trasferita alla caserma "D'Avanzo" di Aurelia, una frazione di Civitavecchia e l'organico del reggimento venne sottoposto a notevoli variazioni: il 30 aprile il IX battaglione assunse la denominazione di IX battaglione bersaglieri meccanizzato e venne trasferito al 4º Reggimento fanteria corazzato, ricevendo in cambio, il 1º maggio, provenienti dal 4º Reggimento fanteria corazzato, il I e III battaglione carri, con il reggimento che assunse fisionomia "corazzata", essendo articolato da due battaglioni di bersaglieri, I e VII e due battaglioni di carri il I e il III, assumendo la denominazione 1º Reggimento bersaglieri corazzato. Il 1º dicembre 1958 il I battaglione bersaglieri e il III battaglione carri vennero trasferiti al 182º Reggimento fanteria corazzato "Garibaldi" dislocato a Sacile, e il 1º Reggimento bersaglieri rimase articolato su Comando, VII battaglione bersaglieri e I battaglione carri.
Il seguito allo scioglimento, il 31 dicembre 1958, della Divisione corazzato "Pozzuolo del Friuli", il 1º Reggimento bersaglieri dal 1º gennaio 1959 passò alle dipendenze della Divisione fanteria "Granatieri di Sardegna". Nel gennaio 1959 il I battaglione carri cambiò il numerico in IX e dal 24 maggio 1961 i due battaglioni del reggimento hanno assunto la nuova denominazione di I battaglione bersaglieri e XVIII battaglione carri, in quanto il I battaglione bersaglieri, ceduto al 182º Reggimento fanteria corazzato "Garibaldi" aveva già cambiato il numerico in XXIII battaglione, che successivamente avrebbe poi assunto la denominazione di XI Battaglione bersaglieri ereditando le tradizioni dell'XI battaglione bersaglieri ciclisti dell'11º Reggimento bersaglieri.
Il 1º settembre 1964 il 1º Reggimento bersaglieri corazzato entrò a far parte della Divisione corazzata "Centauro", incorporando il ricostituito VI battaglione carri, con il battaglione meccanizzato bersaglieri equipaggiato con VTT M113 e i battaglioni carri equipaggiati con carri medi M47 Patton.
Nel 1966 reparti del reggimento hanno partecipato alle operazioni di soccorso alle popolazioni in occasione dell'alluvione di Firenze.
Il 1º giugno 1975 venne soppresso il XVIII battaglione carri e dal 1º agosto 1975 il reggimento tornò alle dipendenze della Divisione "Granatieri di Sardegna". Con il completamento della ristrutturazione dell'Esercito Italiano, che aboliva il livello reggimentale, il 1º Reggimento bersaglieri corazzato venne sciolto il 31 ottobre 1976 e i due battaglioni che lo costituivano, resi autonomi, pur coabitando nella stessa caserma "D'Avanzo ad Aurelia", posti alle dirette dipendenze della Brigata meccanizzata "Granatieri di Sardegna". I due battaglioni hanno assunto la denominazione di 1º Battaglione bersaglieri "La Marmora" e 6º Battaglione carri "M.O. Scapuzzi". Il 1º Battaglione bersaglieri "La Marmora" ha ereditato la Bandiera e le tradizioni del 1º reggimento bersaglieria, mentre il 6º Battaglione carri "M.O. Scapuzzi", ha ereditato la bandiera di guerra del 33º Reggimento carristi.
Nel corso del 1980 il battaglione ha partecipato alle operazioni di soccorso alle popolazioni in occasione dell'alluvione di Civitavecchia e del terremoto in Irpinia.
Il 1º Battaglione bersaglieri "La Marmora" ha partecipato inoltre alle operazioni per il controllo del territorio in Sardegna nell'Operazione Forza Paris nel 1992) e in Sicilia all'Operazione Vespri siciliani tra 1992 e il 1998 ed è intervenuto in soccorso delle popolazioni per il terremoto umbro marchigiano del 1997.

#### La ricostituzione
Il 18 settembre 1995 il 1º Battaglione bersaglieri "La Marmora" ha perso la propria autonomia ed è stato inquadrato nel ricostituito 1º Reggimento bersaglieri.
Fortememte ridotto nel personale e virtualmente sciolto nel 2000, nel settembre 2002 il reggimento è stato riconfigurato in Nucleo Attivazione e la Bandiera trasferita provvisoriamente presso l'Ufficio del Comandante della Brigata "Granatieri di Sardegna". Il Nucleo non presentava una configurazione organica in quanto svolgeva unicamente attività logistico-amministrative, di sgombero ed alienazione materiali al fine di annullare il carico contabile.
Il 1º gennaio 2005, a seguito di un provvedimento di riordino dell'Esercito Italiano, il 18º Reggimento bersaglieri di Cosenza, una delle prime unità ad essere professionalizzate e con maggior esperienza in campo operativo dell'Esercito Italiano, è stato ridenominato 1º Reggimento bersaglieri, a sua volta rivitalizzato e con propria Bandiera, inquadrato bella Brigata bersaglieri "Garibaldi".
Dal trasferimento a Cosenza il 1º reggimento ha partecipato prima, nel 2005, con due sue compagnie (2ª e 35ª), poi da maggio a dicembre 2006 nella sua interezza all'ultima fase dell'operazione Antica Babilonia in Iraq. Nel 2007 il 1º ha partecipato con unità a livello compagnia alla missione UNIFIL in Libano con la 2ª compagnia e ISAF in Afghanistan con la 35ª, la 1ª e la 3ª compagnia.

## Struttura
Il reggimento si compone di:
- Comando di reggimento
- Compagnia di Supporto logistico "Falchi"
- 1º battaglione bersaglieri "La Marmora" (posto su 5 compagnie):
  - 1ª compagnia fucilieri "Leopardi"
  - 2ª compagnia fucilieri "Leoni"
  - 3ª compagnia fucilieri "Lupi"
  - 4ª compagnia supporto alla manovra "Draghi"

## Onorificenze

### Alla Bandiera di Guerra
Nella sua storia il 1º reggimento bersaglieri, il quale vanta il maggior numero di decorazioni al valore delle Forze Armate italiane, è stato insignito delle seguenti onorificenze alla bandiera di guerra:

### Individuali
- Renato Gomez de Ayala, medaglia d'oro al valor militare alla memoria
- Sabatino Minucci, medaglia d'oro al valor militare alla  memoria
- Monica Graziana Contrafatto, medaglia d'oro al valor dell'Esercito

## Stemma
Lo stemma del reggimento ha la seguente blasonatura:
Scudo
Corona turrita.
Onorificenza: accollata alla punta dello scudo con l'insegna dell'Ordine militare d'Italia pendente al centro del nastro con i colori della stessa.
Nastri rappresentativi delle ricompense al Valore: una Medaglia d'oro al valor militare, due medaglie d'argento al valor militare, undici medaglie di bronzo al valor militare, sono annodate nella parte centrale non visibile della corona turrita, scendenti svolazzanti in sbarra ed in banda dal punto predetto, passando dietro la parte superiore dello scudo.

### Sintesi della blasonatura
Scudo di forma sannitica quadripartito:
- il 1º quarto è dedicato alla gloria militare conseguita dal Reggimento nel corso della Seconda guerra mondiale in Albania (richiamata con i colori rosso e nero e con l'elmo dell'eroe nazionale), sul cui fronte il 1º ha meritato due M.A.V.M., rappresentate dalle due stelle su fondo cielo;
- nel 2º quarto è rappresentata l'arme di Torino, per il legame territoriale con la città ove ha avuto sede la 1ª compagnia del I battaglione, matrice della specialità;
- nel 3º quarto è rappresentata l'arme di Bologna, per il legame territoriale con la città ove furono costituiti i battaglioni carri inquadrati nel secondo dopoguerra nel Reggimento, dal 1958 al 1975;
- nel 4º quarto è rappresentata l'arme di Civitavecchia, città nella quale il Reggimento ha preso sede nel 1958;
- il capo d'oro simboleggia la massima ricompensa al valor militare concessa al Reggimento. Nel quartier franco è l'arme della provincia di Pavia, nella cui giurisdizione si è svolta la battaglia di Palestro in cui il VII btg. meritò la M.O.V.M.

## Insegne e simboli

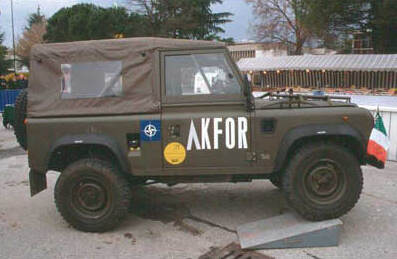
AR 90

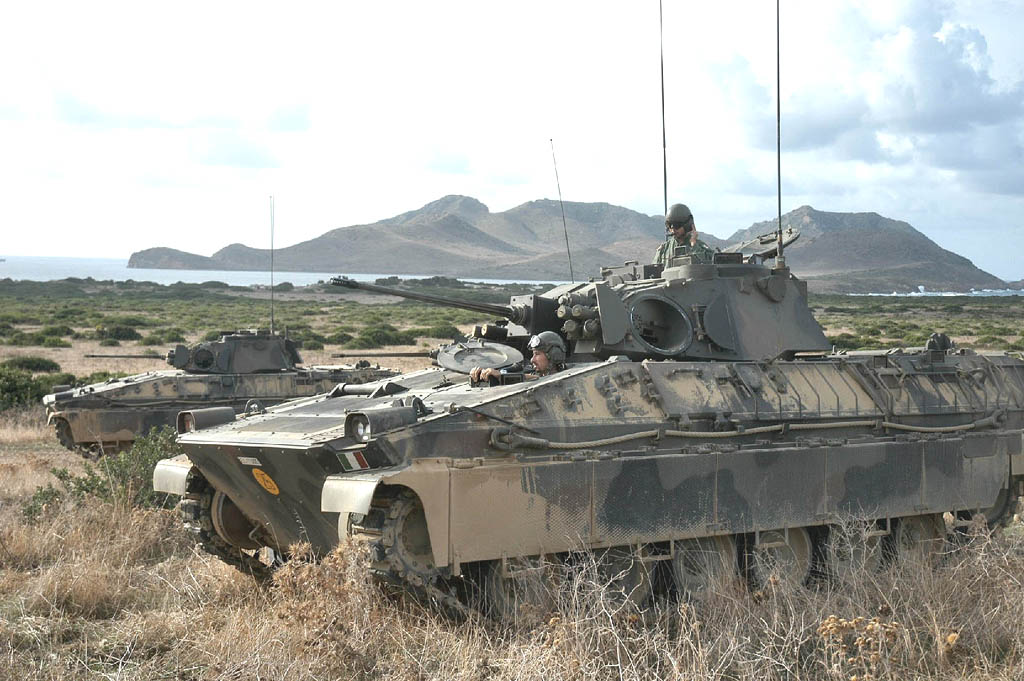
VCC Dardo

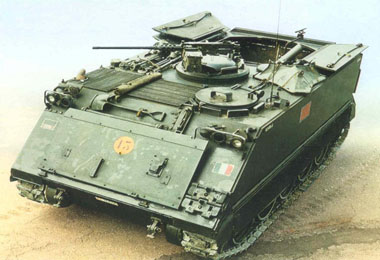
M106

- Il Reggimento indossa il fregio dei Bersaglieri in metallo di colore oro: bomba da granatiere con fiamma a sette lingue, cornetta da cacciatore e due carabine intrecciate. A differenza dei trofei delle altre armi, dove la fiamma sale dritta, quella del Bersagliere è inclinata, fuggente, quasi a rappresentare la corsa, l'assalto… la vita e la generosità.
- Le mostrine del Reggimento sono le fiamme a due punte di colore cremisi; alla base della mostrina si trova la stella argentata a 5 punte bordata di nero, simbolo delle forze armate italiane

## Motto del Reggimento
"Ictu impetuque primus".
Il significato del motto del Reggimento è: "Primo nel colpire e nell'assalire".

## Festa del reggimento
- La festa del Reggimento come per tutti i reggimenti bersaglieri, cade il 18 giugno, anniversario della costituzione della specialità (1836).

## Armi e mezzi in dotazione
Informazioni ricavate dalla pagina del 1º Reggimento bersaglieri sul sito dello Stato Maggiore dell'Esercito.

### Armamento
- Pistola semiautomatica "BERETTA 92 FS" cal.9
- Fucile d'assalto "ARX-160 cal. NATO 5.56x45 mm NATO
- Fucile d'assalto "Ar 70/90 cal.5,56x45 mm NATO
- Fucile d'assalto SC 70/90 cal.5,56x45 mm NATO
- Arma di reparto "MINIMI" cal. 5,56
- Arma di reparto "MG 42/59" cal. 7,62 NATO
- Arma di reparto Browning cal. 12,7
- OD 82/SE
- Mortaio rigato da 120 mm

### Mezzi
- Land Rover AR 90
- VCC Dardo
- M106
- M113